# (21021) 1988 XL2
1988 أكس أل 2 (ويعرف أيضًا باسم (21021) 1988 أكس أل 2 وفق تسمية الكوكب الصغير) (بالإنجليزية: 1988 XL2)‏ هو كويكب ضمن حزام الكويكبات؛ وترتيبه 21021 من حيث الاكتشاف.
اكتُشف هذا الجُرم الفلكي بواسطة Yoshiaki Oshima ‏ في 7 ديسمبر 1988.

## وصلات خارجية
- (21021) 1988 XL2 في قاعدة بيانات مختبر الدفع النفاث لأجرام النظام الشمسي الصغيرة

- الاكتشاف · مخطط المدار ·  العناصر المدارية · المعلمات المادية

- (21021) 1988 XL2 على موقع ويكي سكاي: DSS2, SDSS, GALEX, IRAS, Hydrogen α, X-Ray, Astrophoto, Sky Map, Articles and images